# Prolita princeps
Prolita princeps is een vlinder uit de familie van de tastermotten (Gelechiidae). De wetenschappelijke naam van de soort werd voor het eerst geldig gepubliceerd in 1909 door Augustus Busck.